# Mayssa Maghrebi
Mayssa Maghrebi (tiếng Ả Rập: ميساء مغربي) (sinh ngày 19 tháng 8 năm 1978, trong Meknes) là một nữ diễn viên Emirati - Maroc. Cô bắt đầu làm việc vào năm 2000. Cô diễn xuất trong một số phim truyền hình Ai Cập, Ả Rập, Kuwaiti, Qatari và Tiểu vương quốc.